# SC Rotation Leipzig

Logo des SC Rotation Leipzig

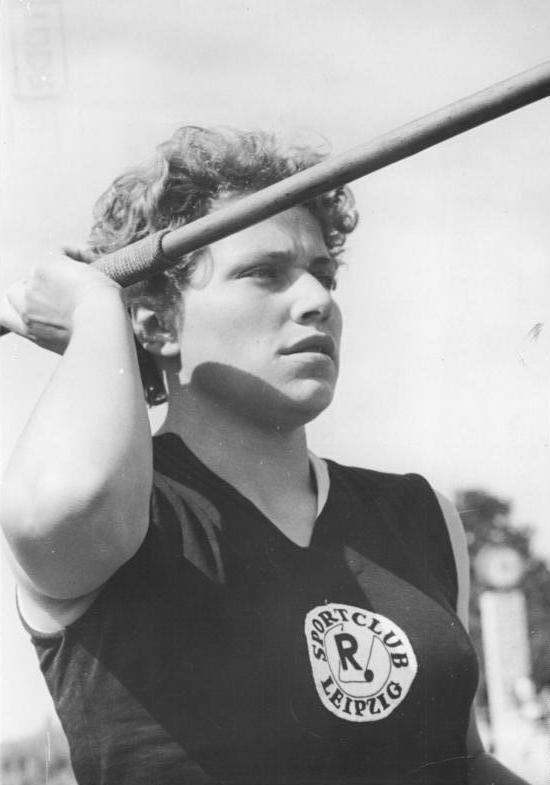
SC-Rotation-Speerwerferin Irmgard Müller entschied mit 44,89 Metern den Damenwettbewerb der VII. Leichtathletik-Meisterschaften der DDR im Juli 1956 in Erfurt für sich.

Der Sportclub Rotation Leipzig war ein Sportclub des DDR-Sportsystems in Leipzig. Er bestand von 1954 bis 1963, sein Nachfolger war der SC Leipzig.

## Geschichte
Um eine gezielte Entwicklung des Hochleistungssports zu ermöglichen, kam es am 20. November 1954 auf Beschluss des DTSB zur Gründung von Sportclubs (SC), deren Sektionen als Leistungsstützpunkt verschiedener Sportarten fungieren sollten. Der SC Rotation Leipzig wurde im November 1954 gegründet. Er war das Leistungszentrum der Sportvereinigung Rotation, in der die Betriebssportgemeinschaften der polygrafischen Industrie und des Verlagswesens der DDR zusammengefasst waren. Insbesondere letzteres war in Leipzig konzentriert, was den Ausschlag für die Ansiedlung des Sportclubs in der Messestadt gegeben hatte. Unabhängig von dem Club bestanden seit 1950 die BSG Rotation Leipzig und deren Vorgänger.
Weniger als zwei Jahre nach der Gründung, im Juli 1956, war der SC Rotation mit seinen 750 Mitgliedern in sieben Sektionen einer der stärksten Clubs der DDR. Er brachte bis dahin 17 Meister des Sports hervor. Aktive aus mehreren der leistungssportlich geförderten Sektionen gehörten in der zweiten Hälfte der 1950er-Jahre zur absoluten Spitze der DDR. Bei einer Umstrukturierung des Sportclubsystems Anfang der 1960er-Jahre wurde beschlossen, dass ein Sportclub pro Bezirk genügt. Infolgedessen fusionierten der SC Rotation und der SC Lokomotive Leipzig im Juli 1963 zum Bezirkssportclub SC Leipzig. Dem SC DHfK Leipzig als zentralem Club der Deutschen Hochschule für Körperkultur kam eine Sonderrolle zu, so dass er weiter bestehen blieb.

## Sektionen
Gegliedert war der Sportclub in mehrere leistungssportliche Abteilungen, sogenannte Sektionen. Dorthin wurden erfolgreiche Sportler oder ganze Mannschaften delegiert, die zuvor oftmals einer Betriebssportgemeinschaft angehört hatten. Der SC Rotation Leipzig und dessen Akteure wurden deshalb in verschiedenen Sportarten Deutscher Meister der DDR.

### Fußball

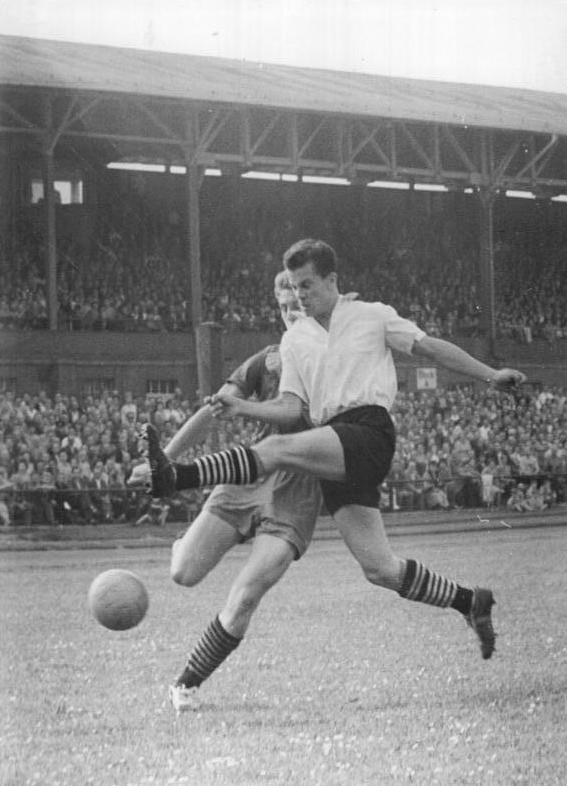
Stadtderby am 17. August 1958 im Bruno-Plache-Stadion zwischen Rotation und dem SC Lok Leipzig (Endergebnis 2:4): Claus Pfeufer (rechts) versucht Lok-Stürmer Dieter Scherbarth am Schuss zu hindern.

Die erste Herrenmannschaft des SC Rotation trug während der gesamten Zeit ihres Bestehens ihre Heimspiele im Bruno-Plache-Stadion aus. Ausnahme waren manche Stadtderbys gegen den SC Lokomotive Leipzig aus Gohlis, die wegen der enormen Zuschauerzahlen im Zentralstadion Leipzig stattfanden. Die Partie am 9. September 1956 zwischen Rotation und Lok (1:2) sahen mehr als 100.000 Zuschauer. Dies ist bis heute Besucherrekord für nationale Fußballspiele in Deutschland. Die Sektion Fußball des SC Rotation ging aus den Fußballern der BSG Einheit Ost Leipzig hervor, die 1953 in die DDR-Oberliga aufgestiegen waren. Nachdem sie in ihrer ersten Oberligasaison den sofortigen Wiederabstieg knapp verhindert hatten, wurden die Fußballer von Einheit Ost im November 1954 zu dem neuen Sportclub delegiert. Rotation war im Leipziger Stadtteil Probstheida beheimatet und wird unter anderem deshalb heute in der Traditionslinie des VfB Leipzig der Vorkriegszeit gesehen, der seit 1922 ebenfalls im Bruno-Plache-Stadion gespielt hatte.
Die Saison 1954/55 schlossen die damals von Heinz Krügel trainierten Rotationer auf dem dritten Platz ab. Das Premierenspiel unter neuem Namen fand hierbei am 21. November 1954 beim SC Wismut Karl-Marx-Stadt statt und wurde mit 3:4 verloren. Es folgte im Herbst 1955 die Übergangsrunde. Im Jahr 1956 landete der SC Rotation im Tabellenmittelfeld, 1957 unter Hans Studener erneut auf Rang drei. Die übrigen fünf Spielzeiten bis zur Saison 1962/63 beendete die zuletzt von Martin Schwendler trainierte Mannschaft, deren Spielkleidung aus schwarzen Hosen und weißen Hemden bestand, jeweils im unteren Tabellenmittelfeld zwischen den Rängen acht und elf. Im FDGB-Pokal schied sie immer spätestens im Achtelfinale aus. DDR-Juniorenmeister wurde der SC Rotation 1961.
Zu den ehemaligen Spielern des SC Rotation Leipzig zählen Manfred Geisler, Hans-Jürgen Naumann, Arno Zerbe, Horst Lembke, Rainer Trölitzsch, Manfred Pfeifer, Horst Scherbaum, Horst Weigang, Werner Welzel und Wolfgang Klank. International spielte ab 1955 eine aus Spielern von Rotation und Lok formierte und zunächst vom ersten Rotation-Trainer Heinz Krügel betreute Leipziger Stadtauswahl im europäischen Messepokal. Für die Rotation-Junioren aktiv waren unter anderem Wolfram Löwe und Otto Skrowny, ein erfolgreicher Trainer im Nachwuchsbereich war Heinz Joerk.
Zur nachfolgenden Geschichte siehe 1. FC Lokomotive Leipzig.

### Hockey

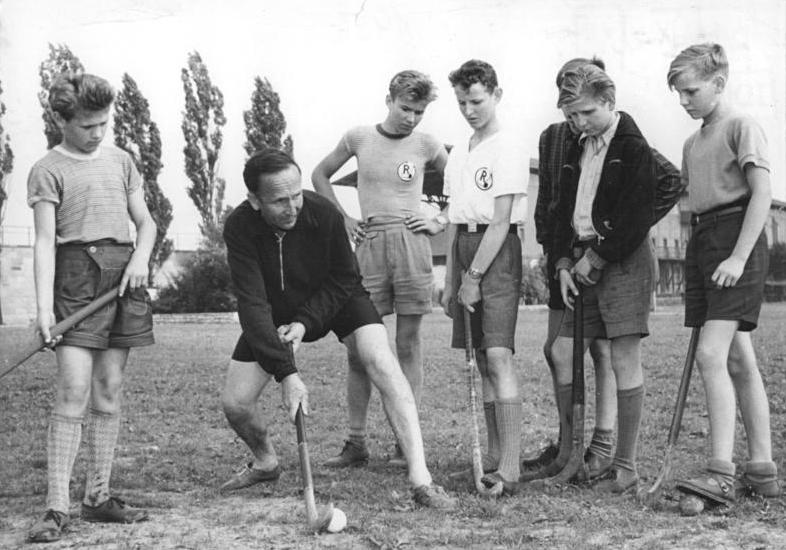
Hockeytrainer Werner Grabow bei einer Übungseinheit mit einer Schülermannschaft im Sommer 1956

In den Jahren um 1960 gehörte dem SC Rotation eine der erfolgreichsten Hockeysektionen der DDR an, zu deren Hauptgegnern dieser Zeit der SC Motor Jena gehörte. Die Herren feierten von 1959 bis 1961 drei Feldhockey-Meistertitel in Folge. Zur Meistermannschaft 1959 gehörten zum Beispiel Hans-Jürgen Matejka und der spätere internationale Schiedsrichter Walter Kupke. Die Damen waren 1956 und 1962 erfolgreich. In den gleichen Jahren sowie 1957 holten die Damen außerdem die Hallenhockey-Meisterschaft. Den Herren gelang dies 1958. Weitere Erfolge fuhr der SC Rotation beim damals noch möglichen gesamtdeutschen Spielverkehr sowie bei kleineren Turnieren ein. So gewannen die Hallenhockey-Herren von 1959 bis 1961 dreimal in Folge das Wilhelm-Höcker-Turnier im mecklenburgischen Güstrow. Bis sie 1977 von Gastgeber Lok Güstrow überflügelt wurden, waren sie somit Rekordsieger des Turniers.

### Leichtathletik

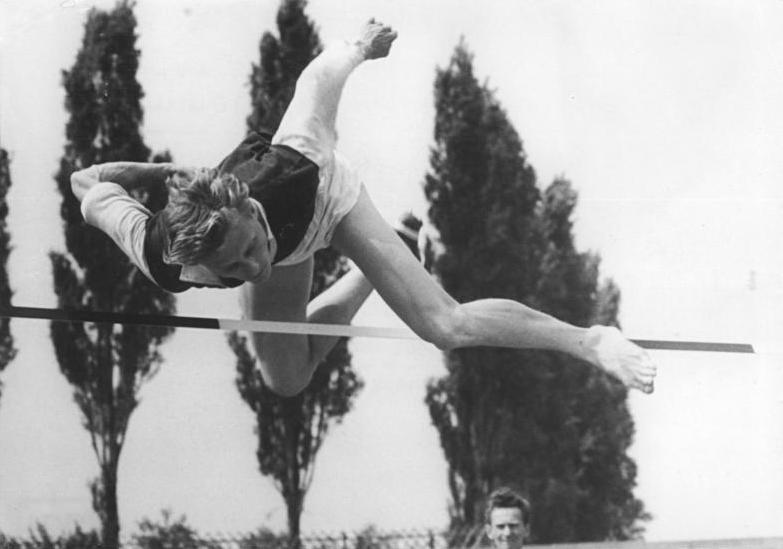
Hochsprung-Meister Günter Lein beim Training

In mehreren Disziplinen hatte die Sektion Leichtathletik erfolgreiche Sportler vorzuweisen. Unter ihnen ist Sprinter Heinz Erbstößer, der als Einzelstarter für Rotation über 100 und 200 Meter im Jahr 1962 DDR-Meister sowie 1959 über 200 Meter Vizemeister wurde. In den Jahren 1959 und 1962 triumphierte er mit der 4-mal-100-Meter-Staffel von Rotation Leipzig, die ohne ihn 1961 den Vizemeistertitel errang. Horst Görlt holte 1955 den Meistertitel im 3000-Meter-Hindernislauf. Rainer Petraschek war in der vom Erfurter Manfred Matuschewski dominierten Phase zwischen 1959 und 1962 dreimal Dritter über die Distanz von 800 Metern. Klaus Moser wurde 1960 Dritter über 10.000 Meter. In der Crosslauf-Langdistanz erreichte Rotation Leipzig von 1958 bis 1960 einen zweiten und zwei dritte Plätze in der Crosslauf-Langdistanz. Die Damenmannschaft wurde 1960 Dritter auf der Crosslauf-Kurzstrecke.
Günter Lein war von 1955 bis 1957 dreimal in Serie DDR-Meister im Hochsprung und war zuletzt durch einen Sprung über 2,04 m gesamtdeutscher Rekordhalter. In den Jahren 1958 bis 1960 musste er Werner Pfeil vom SC Wismut Karl-Marx-Stadt den Vortritt lassen, erreichte aber zwei Vizemeistertitel und einen dritten Rang. Seine Clubkameradin Gisela Winter war 1959 ebenfalls Hochsprung-Vizemeisterin. Günter Malcher war bei den Olympischen Spielen 1960 Fünfter im Stabhochsprung, bei den DDR-Meisterschaften im gleichen Jahr erreichte er den dritten Rang. In den Jahren 1957 und 1959 war er jeweils DDR-Vizemeister. Irmgard Müller wurde 1955 und 1956 zweimal in Folge DDR-Meisterin im Speerwurf. Erika Allmann war 1960 Vizemeisterin über die 400-Meter-Distanz. Ruth Wiederhold wurde 1956 Dritte im Diskuswurf.

### Schwimmen

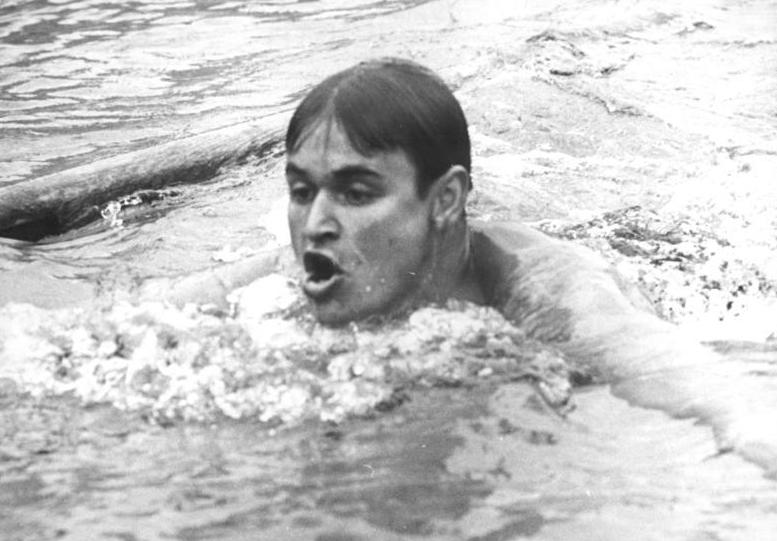
Konrad Enke bei einem Wettkampf in Leipzig im August 1956

Die Schwimmer des SC Rotation waren besonders in der zweiten Hälfte der 1950er-Jahre bei DDR-Meisterschaften erfolgreich. Die Damen siegten bei Staffeln von 1956 bis 1958 dreimal in Serie über 4 × 200 Meter Brust sowie 1957 über 4 × 100 Meter Rücken und 4 × 100 Meter Lagen. Die Herren errangen in der letztgenannten Disziplin zwischen 1955 und 1958 sogar vier Meistertitel in Folge, von 1958 bis 1960 waren sie zudem dreimal DDR-Meister über 4 × 200 Meter Schmetterling. In den Jahren 1956 und 1957 holten sie den Titel über 4 × 200 Meter Brust, 1957 und 1958 über 4 × 100 Meter Rücken. Die 4-mal-200-Meter-Freistilstaffel entschieden sie 1955 für sich, 1957, 1958 und 1960 waren sie jeweils Vizemeister.
Erfolgreichste Einzelstarter des SC Rotation Leipzig waren Konrad Enke, der 1955 sowie von 1957 bis 1959 viermal DDR-Meister über 200 Meter Brust wurde, sowie Wolfgang Sieber, der von 1957 bis 1959 sowie 1961 ebenfalls vier Meistertitel über 200 Meter Schmetterling errang. Karl-Heinz Engelhardt holte 1958 und 1960 jeweils den Titel über 400 Meter Freistil. Karin Beyer war 1961 und 1962 jeweils sowohl DDR-Meisterin über 100 als auch 200 Meter Brust. In der letztgenannten Disziplin war 1956 bereits Eva-Maria ten Elsen Titelträgerin gewesen. Weitere Schwimmer holten jeweils einmal einen Meistertitel zum SC Rotation.
Die Leipziger Wasserballer wurden 1959 erster DDR-Wasserballpokalsieger in der Geschichte dieser Trophäe. Im gleichen Jahr sowie 1960 wurden sie jeweils DDR-Vizemeister, 1961 und 1962 jeweils Dritter.

### Radsport

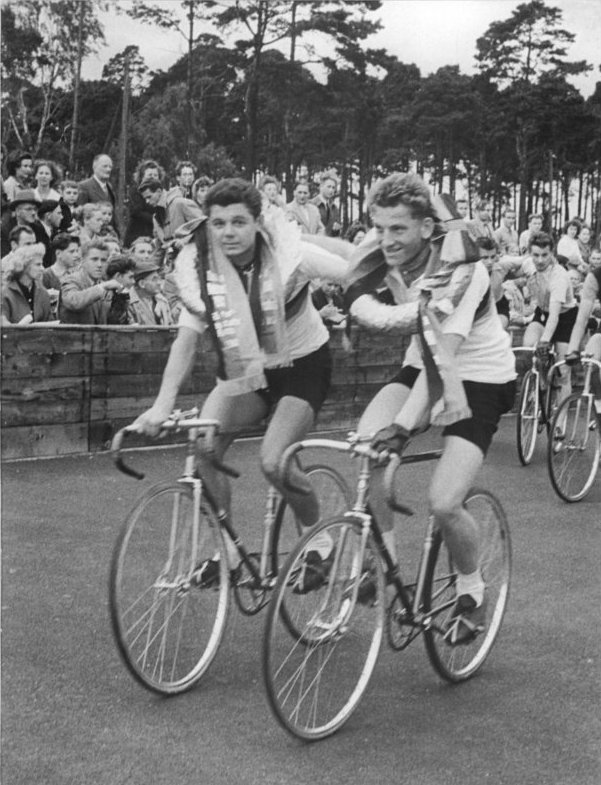
Manfred Jörke und Horst Busse gewannen im August 1957 einen Jugendmeistertitel bei der DDR-Meisterschaft im Zweier-Mannschaftsfahren.

Im Jahr 1958 siegte die Herrenmannschaft mit den Fahrern Egon Adler, Erich Mähne, Peter Göhle und Schröder im 4000-Meter-Verfolgungsfahren, ein Jahr später wurde sie Zweiter, 1962 schließlich Dritter. Erich Mähne wurde zudem zusammen mit Klaus Freund 1958 und 1959 DDR-Tandemmeister. 1962 machte es ihnen Rainer Schöne gleich, der mit seinem Partner Rainer Marx vom SC Wismut Karl-Marx-Stadt den Meistertitel errang. Zweitplatzierte wurden Schönes Klubkameraden Tertschek und Erhard Pesch, wobei sich Letzterer darüber hinaus zum DDR-Meister über 1000 Meter Zeitfahren krönte. Trainer der Bahnfahrer vom SC Rotation war Ernst Ihbe, der Olympiasieger 1936 im Tandemfahren mit Charly Lorenz. Bekanntester Straßenradsportler des SC Rotation ist Egon Adler, der mehrmals an der Friedensfahrt teilnahm und 1960 Mannschaftssieger wurde, bei der Olympiade in Rom die Silbermedaille im 100-km-Mannschaftszeitfahren errang und auch als Steher Erfolge hatte. Auch Lothar Höhne errang als Straßenfahrer vordere Plätze bei diversen Rundfahrten.

### Schach
Auch im Schach sollten die stärksten Spieler in den Sportclubs konzentriert werden. Der erste Sportclub mit einer Schachsektion war der SC Wissenschaft Halle, der 1954/55 überlegener DDR-Mannschaftsmeister wurde. Auf einer Präsidiumssitzung der Sektion Schach des Deutschen Sportausschusses im Juli 1955 wurde dann ein neuer Austragungsmodus beschlossen. Demnach sollten vier Mannschaften in einer neuen Sonderliga ein vollrundiges Scheveninger System ausspielen, also drei Durchgänge mit je acht Runden. Neben Wissenschaft Halle waren dafür die beiden übrigen Schach-Leistungsstützpunkte vom SC Einheit Dresden und vom SC Motor Berlin sowie eine weitere, noch zu setzende Mannschaft geplant. Keine Schachsektion einer Betriebssportgemeinschaft konnte die hohen Anforderungen erfüllen, weshalb ein vierter Leistungsstützpunkt gegründet wurde – beim SC Rotation Leipzig, der in den folgenden Jahren zu den absoluten Spitzenmannschaften der DDR gehörte. Ein erfolgreicher Spieler dieser Zeit war Wolfgang Pietzsch, der 1959 und 1962 DDR-Einzelmeister wurde. Sieghart Dittmann nahm unter anderem an der Schacholympiade 1960 in Leipzig teil. Nach einer Phase beim SC Leipzig wurde die Sektion am 1. Dezember 1967 als Schachgemeinschaft Leipzig eigenständig.

### Volleyball
Im Volleyball errangen die Frauen von Rotation Leipzig dreimal in Serie von 1959 bis 1961 den DDR-Meistertitel. In den Jahren 1957, 1958 und 1960 holten sie zudem den Pokal. Die Männer waren 1960 und 1962 DDR-Meister.